# ساركومة الجزء اللين من السنخ
ساركومة الجزء اللين من السنخ، هي نوع نادر من أنواع ساركومة الأنسجة الرخوة بطيئة النمو وذات خلية المنشأ المجهولة.
تنشأ ساركومة الجزء اللين من السنخ بشكل رئيسي لدى الأطفال واليافعين ويمكنها الهجرة (الانبثاث) إلى أجزاء أخرى من الجسم، عادة إلى الرئتين والدماغ. تنشأ ساركومة الجزء اللين من السنخ نموذجيًا في العضلات والنسج الرخوة العميقة للفخذ أو الساق (الطرفين السفليين)، إلا أنه بإمكانها الظهور أيضًا في الطرفين العلويين (اليدين، والعنق والرأس). على الرغم من اعتبار ساركومة الجزء اللين من السنخ نوع من أنواع ساركومة الأنسجة الرخوة، إلا أنها تتميز بقدرتها على الانتشار إلى العظام والنمو داخلها.

## الأسباب
يظهر التحليل الكروموسومي لساركومة الجزء اللين من السنخ وجود انفكاك وانضمام لاثنين من الكروموسومات في الخلايا الورمية. تنفك قطعة من الكروموسوم «إكس» وتنضم إلى الكروموسوم 17. يؤدي هذا الانتقال الموضعي إلى حدوث اندماج بين جينين معروفين باسمي «إيه إس بّي إل» و«تي إف إي 3»، ما ينتهي بتكوين بروتين شاذ (يُطلق عليه اسم البروتين الاندماجي) غير موجود بشكل طبيعي في الخلايا السليمة. أمكن تحديد نوعين من الاندماج الحاصل بيم الكروموسوم «إكس» والكروموسوم 17 في أورام ساركومة الجزء اللين من السنخ: النوع الأول والنوع الثاني.
تولى د. مارك لاداني في مركز ميموريال سلون كيترينج للسرطان، في مدينة نيويورك، قيادة هذا العمل. يُعد البروتين الاندماجي الناتج «إيه إس بّي إل - تي إف إي 3»، عامل نسخ مارق ومحرك السلوك الخلوي الشاذ بما في ذلك الانقسام الخلوي غير المضبوط وتولد الأوعية المعزز.

## التشخيص
يمكن لساركومة الجزء اللين من السنخ إصابة المريض لفترة طويلة قبل التمكن من تشخيصها. قد تستمر هذه الأورام في النمو متسببة في دفع النسج المحيطة وضغطها لفترات طويلة قبل اختبار المريض أي انزعاج. نتيجة لذلك، قد تظهر أعراض ساركومة الجزء اللين من السنخ إما على هيئة تورم غير مؤلم، أو تقرح ناجم عن الأعصاب أو العضلات المنضغطة، ما يؤثر على نطاق الحركة في منطقة الإصابة.

### علم الأمراض
يستند التشخيص النهائي إلى مظهرها تحت المجهر (أي البنية النسيجية)، بالإضافة إلى وجود الانتقال الموضعي الكروموسومي المميز (أي البنية الوراثية الخلوية).
تشمل السمات النسيجية لساركومة الجزء اللين من السنخ نمطًا شبيهًا بالسنخ عند درجة التكبير المنخفضة بالإضافة إلى وجود خلايا كبيرة الحجم ذات سيتوبلازما يوزينية شاذة ونوى منحرفة المركز. تظهر التكلسات بشكل شائع، ومن الممكن رصدها في الأورام بطيئة النمو.

## علم وبائية المرض
تُعد ساركومة الجزء اللين من السنخ من السرطانات شديدة الندرة. في حين تشكل الساركومة ما يقارب 1% من جميع أنواع السرطانات المشخصة حديثًا، و15% من جميع سرطانات الطفولة، تشكل ساركومة الجزء اللين من السنخ ما يقل عن 1% من مختلف أنواع الساركومة. وفقًا لجمعية السرطان الأمريكية، من المتوقع تشخيص ما يقارب 9530 حالة جديدة لساركومة الأنسجة الرخوة في الولايات المتحدة الأمريكية في عام 2006. تتنبأ هذه التقديرات بحدوث ما يقل عن 100 حالة جديدة من ساركومة الجزء اللين من السنخ. تؤدي أرقام وقوع المرض المنخفضة هذه إلى إعاقة جهود البحث عن العلاج بشكل هائل نتيجة صعوبة جمع أي إحصائيات ذات دلالة حول المرض. نتيجة لذلك، غالبًا ما تشمل عملية العثور على أفضل خيار علاجي ممكن الكثير من التخمينات المدروسة.